# Expression (orgue)
Pour les articles homonymes, voir expression.

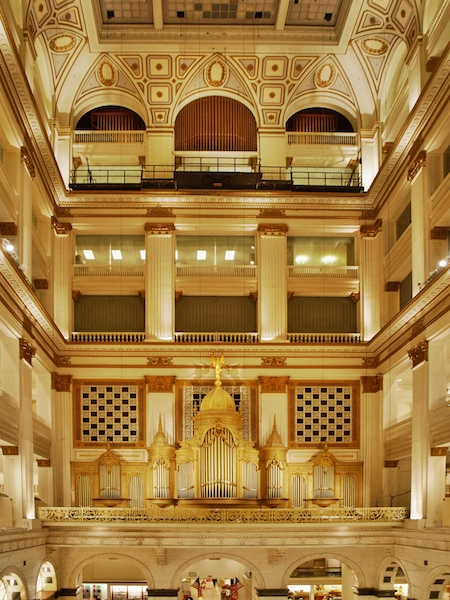
Sur cette photo du Wanamaker Grand Court Organ, les volets d'expression sont visibles en plusieurs endroits, par exemple à l'étage situé juste au-dessus du buffet.

Dans le lexique de l'orgue, le terme expression désigne le système conçu pour faire varier le volume sonore produit par l'instrument. Plus généralement l'expression d'un instrument de musique représente la marge de manœuvre offerte au musicien pour modifier les sons qu'il produit[pertinence contestée].
Sur un orgue à tuyaux, le système est composé de un ou plusieurs volets contrôlés par une pédale. Sur ce type d'instrument, qui joue toujours à la même puissance puisqu'il n'est pas possible de baisser le vent produit par la soufflerie - le son à la sortie des tuyaux est ainsi toujours au même niveau, que l'organiste appuie fort ou doucement sur les touches et les pédales -, les volets d'expression constituent un moyen de baisser ou augmenter l'intensité.
Le terme de pédale d'expression s'applique également aux instruments modernes[Lesquels ?], sur lesquels le système de pédale agit plus simplement sur un potentiomètre qui modifie directement la puissance sonore délivrée.

Sur un orgue à tuyaux, le volet d'expression est un groupe de volets, que l'organiste peut ouvrir, entrouvrir ou fermer pour moduler l'expression de son instrument. Des volets fermés produisent un son plus sourd et plus distant, alors que des volets ouverts produisent un son plus net et plus présent, à l'intensité sonore supérieure. Le volet est commandé par une pédale appelée pédale d'expression, généralement située à droite  ou au centre au niveau du pédalier, près de la pédale de crescendo.